# اکراس سفید آمریکایی
اکراس سفید آمریکایی (نام علمی: Eudocimus albus) نام یک گونه از زیرخانواده اکراس است.